# Tiffany Page
Tiffany Page (n. 16 aprilie 1986) este o cântăreață-compozitoare din Anglia stabilită în Londra, care momentan are un contract cu Mercury Records. A debutat cu single-ul „Walk Away Slow” care a fost lansat pe data de 15 martie 2010, iar albumul a fost programat să apară în luna august din 2010 fiind mai apoi amânat pentru 2011.
În 2010 a fost în turneu cu Hole.

## Biografie
Page s-a născut în Anglia, și-a petrecut o parte din copilărie în Zimbabwe până s-a reîntors în Anglia pentru a se stabili la Londra în 1990. A cântat prin cluburile din Londra până să semneze contractul cu Mercury la începutul lui 2009. Și-a petrecut începutul anului 2010 cântând în turneu cu Noisettes. A postat pe YouTube preluări ale unor cântece cunoscute cum ar fi “Rude Boy” al lui Rihanna și “Supermassive Black Hole” după Muse.
Page declară că a fost influențată și inspirată de artiști rock și grunge cum ar fi Nirvana și Queens of The Stone Age.

## Cariera muzicală
Page a lansat două single-uri „Walk Away Slow” și „On Your Head”, ambele aparținând albumului de debut „Walk Away Slow”. Până la această dată nici unul dintre cântecele lansate nu au ajuns în topuri în pofida promovării făcute pe posturi naționale la emisiuni ca "Live from Studio Five". Datorită eșuării în topuri au fost speculații în privința stabilității contractului de înregistrare, deoarece era definită ca fiind „următorul artist al momentului”.
Cu toate acestea, după ce a fost amânat, albumul de debut este programat pentru lansare pe 14 februarie 2011.
Nefiind lansat nici de această dată Tiffany Page explica: „După ce am petrecut anul precedent în turneu, cântecele mele au prins o viață nouă și au devenit mult mai interesante arătând o altă latură și doresc ca acest album să reprezinte felul în care eu și trupa mea le cântam live.
În timp ce în turneu am compus ceea ce eu consider a fi cel mai bun material până în prezent (datorită cunoștinței dintre membrii formației și fiind inspirată de fiecare dintre băieți). Așadar sunt din nou în studio re-înregistrând și de asemenea înregistrând aceste cântece noi.”
Noua dată de lansare a albumului este 20 iunie 2011.

## Discografie

### Albume
| An   | Detalii album                                                                                  | Poziție în topuri | Poziție în topuri | Poziție în topuri | Inregistrare (vânzări) |
| An   | Detalii album                                                                                  | UK                | SCT               | IRE               | Inregistrare (vânzări) |
| ---- | ---------------------------------------------------------------------------------------------- | ----------------- | ----------------- | ----------------- | ---------------------- |
| 2011 | Walk Away Slow - Primul album de studio - Release Date: Iunie 20 2011 - Label: Mercury Records | -                 | -                 | -                 |                        |

### Single-uri
| An   | Cântec           | Poziție în topuri | Poziție în topuri | Poziție în topuri | Album          |
| An   | Cântec           | UK                | SCT               | IRE               | Album          |
| ---- | ---------------- | ----------------- | ----------------- | ----------------- | -------------- |
| 2010 | "Walk Away Slow" | -                 | -                 | -                 | Walk Away Slow |
| 2010 | "On Your Head"   | -                 | -                 | -                 | Walk Away Slow |

### Ep-uri
| An   | Detalii album  | Poziție în topuri |
| ---- | -------------- | ----------------- |
| 2010 | Walk Away Slow | -                 |